# Windows 10
Windows 10 es un sistema operativo desarrollado por Microsoft como parte de la familia de sistemas operativos Windows NT. Fue dado a conocer oficialmente en septiembre de 2014, seguido por una breve presentación de demostración en la conferencia Build 2014. Entró en fase beta de prueba en octubre de 2014 y fue lanzado al público en general el 29 de julio de 2015.
Para animar su adopción, Microsoft anunció su descarga gratuita por un año desde su fecha de lanzamiento, para los usuarios que contasen con copias genuinas de Windows 7 (SP1) o Windows 8.1 Update. En julio de 2015 se habilitó una herramienta que permitía reservar esta actualización; dicha herramienta notificaba a cada usuario el momento en el que estaría lista la descarga de la actualización para su dispositivo, para así instalar la compilación 10240, la primera versión estable liberada. Los participantes en el programa Windows Insider podían recibir una licencia de Windows 10, pero con ciertas condiciones, entre ellas que su sistema operativo instalado (7, 8, u 8.1) fuese legítimo.
Esta edición introdujo una arquitectura de aplicaciones «universales». Desarrolladas con la interfaz Continuum y, posteriormente, con la interfaz Fluent Design, estas aplicaciones pueden ser diseñadas para ejecutarse en todas las familias de productos de Microsoft con un código casi idéntico (incluyendo computadoras personales, tabletas, teléfonos inteligentes, sistemas integrados, Xbox One, Surface Hub y HoloLens). La interfaz de usuario fue revisada para realizar transiciones entre una interfaz orientada al ratón y una interfaz orientada a la pantalla táctil basadas en dispositivos de entrada disponibles (particularmente en tabletas). Ambas interfaces incluyen un menú Inicio actualizado que comprende un diseño mezclado de Windows 7 con el diseño metro de Windows 8. También se introduce la Vista de Tareas, un sistema de escritorio virtual, el navegador web Microsoft Edge y otras aplicaciones nuevas o actualizadas, un soporte integrado para iniciar sesión a través de huella digital o reconocimiento facial llamado Windows Hello, nuevas características de seguridad para entornos empresariales, DirectX 12 y WDDM 2.0 para mejorar las capacidades gráficas del sistema operativo para los videojuegos.
Microsoft describió a Windows 10 tanto un sistema operativo como un servicio que puede recibir actualizaciones en curso para sus características y funcionalidades, además con la habilidad en los entornos empresariales para recibir actualizaciones no críticas en un ritmo más lento, o un soporte a largo plazo que solo recibe actualizaciones críticas, tales como parches de seguridad, en el curso de vida de cinco años de soporte general. Terry Myerson, vicepresidente ejecutivo de Windows and Devices Group de Windows, demostró que las metas de este modelo fue reducir la fragmentación en toda la plataforma de Windows, como Microsoft pretendía tener Windows 10 instalado en al menos mil millones de dispositivos en los dos o tres años después de su lanzamiento.
Windows 10 recibió reseñas generalmente positivas en el día de su lanzamiento. Los críticos elogiaron la decisión de Microsoft de retirar la interfaz de usuario introducido por Windows 8 (incluyendo las aplicaciones a pantalla completa y la pantalla Inicio) en un entorno no táctil para proporcionar una interfaz más orientado al escritorio en la misma línea de las versiones anteriores de Windows, aunque la interfaz de usuario de orientación táctil fue criticada por contener regresiones hacia la interfaz de Windows 8. Los críticos también elogiaron las mejoras para el software promocional de Windows 10 sobre 8.1, la integración de Xbox Live, así como la funcionalidad y capacidades de Cortana y la sustitución de Internet Explorer con Microsoft Edge (aunque el navegador fue criticado por encontrarse aún, en estado de desarrollo).
La mayor parte de la crítica cayó sobre las limitaciones en el usuario para controlar algunas operaciones. En este caso, Windows Update instala las actualizaciones automáticamente. Se reportó una actualización errónea, con el código KB3081424 lanzada en agosto de 2015, que provocaba un error en el registro, esto pudo ser prevenido fácilmente por el usuario, pero al no estar disponible dicha función, provocó molestias entre los usuarios afectados. Desde la RTM lanzada en 2015 hasta la versión 1809 de octubre de 2018, solo los usuarios de las ediciones Pro y Enterprise podían pausar la instalación de esta y otras actualizaciones; sin embargo, en la versión 1903 de mayo de 2019 la opción para pausarlas llegó a los usuarios de la edición Home. Preocupaciones por la privacidad también fueron mencionadas por críticos y defensores al ver que los ajustes por defecto permiten el envío de información sobre el usuario a Microsoft y sus socios.
Windows 10 muestra publicidad en varias aplicaciones como el explorador de archivos y la pantalla de bloqueo, algo que mucha gente considera inaceptable. Esto no aplica en ciertos países, puesto que no existe publicidad en el explorador de archivos ni en la pantalla de bloqueo, sin embargo, Microsoft Edge promociona los servicios Microsoft y a sí mismo.
El 31 de enero de 2023 Microsoft retiró del mercado a Windows 10, dejando de vender licencias de producto en las ediciones Home y Professional en su sitio oficial y la Microsoft Store, además el 28 de abril de 2023 la empresa anunció que la rama 22H2 es la última versión del sistema por lo que ya no recibirá nuevas características, y no será mejorado (debido a rumores de una posible versión 23H2), ahora solo recibirá actualizaciones de parches de bugs y seguridad hasta el 14 de octubre de 2025, acallando los rumores de futuras actualizaciones de características del sistema. Esto fue anunciado por la empresa en su página y en su cuenta oficial de Twitter.
El día 5 de diciembre de 2023, Microsoft anunció a través de su blog de noticias de empresas que Windows 10 tendría actualizaciones de seguridad extendidas (ESU), este programa, al igual que Windows 7 y Windows Server 2012 R2 (con dicho programa aun en curso desde el fin de soporte de dicho sistema) da a las empresas un "periodo de gracia" (es decir, una prórroga) para migrar sus ordenadores a la nueva versión de windows, este programa incluye tanto actualizaciones de seguridad como actualizaciones de los net framework compatibles, dicho soporte es de pago de manera anual, siendo el segundo y el tercer año más caro y siempre tiene un periodo de 3 años, al igual que Windows 7, que finalizó su soporte extendido en enero de 2023, con lo cual alargaria el soporte de pago de los tres años adicionales a 2028
Este soporte extendido ha mostrado estos cambios siguiendo el modelo del primer ESU en Windows 7. Anteriormente estaba dirigido a las empresas, pero ahora todo el mundo puede optar al soporte extendido de Windows 10

## Desarrollo
Durante la Conferencia Internacional de Desarrolladores de Microsoft en 2011, Andrew Lees, entonces jefe de tecnologías móviles de Microsoft, afirmó que la empresa pretendía formar un ecosistema único para computadoras, teléfonos móviles, tabletas, y otros dispositivos.

No tendremos un ecosistema para PC, uno para tabletas y otro para teléfonos—vendrán todos juntos.

### Primeros anuncios
De acuerdo a su sitio web, Microsoft convocó a los medios de comunicación a un evento para el 30 de septiembre de 2014 en el que mostró un avance de Windows 10, cuyo nombre en clave es Threshold. La página ya había adelantado a comienzos de ese año que Microsoft lanzaría oficialmente la nueva generación de la plataforma en abril de 2015.
Según filtraciones de Internet, dicha edición preliminar del sistema incluía un nuevo menú Inicio (una combinación de Windows 7 con la interfaz Modern UI), cambios en algunos iconos del sistema, centro de notificaciones, una nueva interfaz, escritorios múltiples, una nueva revisión de Internet Explorer 11, una aplicación de reporte de errores (para los usuarios de Windows Insider) y la posibilidad de ejecutar aplicaciones Modern UI en ventanas.
El 30 de septiembre de 2014, Microsoft presentó finalmente el sistema operativo con el nombre de Windows 10, siendo el primero durante el periodo de Satya Nadella como CEO de la empresa.

### Ediciones preliminares
El 1 de octubre de 2014, Microsoft liberó una versión preliminar de Windows 10 en su sitio web, con disponibilidad en cinco idiomas. Dicha compilación estuvo dirigida solo a los aficionados y usuarios de la empresa. No obstante, Microsoft planteó anunciar características orientadas al consumidor y otros detalles sobre el sistema operativo durante sus siguientes eventos, los cuales se llevaron a cabo el 21 de enero de 2015 y en la conferencia anual Build.
El 23 de enero de 2015, se liberó la compilación 9926, la misma que fue presentada dos días antes en la conferencia denominada Windows 10: The Next Chapter. Allí se presentaron diversas novedades como el navegador Spartan (más tarde renombrado como Microsoft Edge), Cortana, DirectX 12, una tienda renovada (actualmente conocida como Microsoft Store), un nuevo tema de escritorio y un centro de notificaciones mejorado, así como su disponibilidad en 25 idiomas incluyendo al español con sus variantes.
El 9 de abril de 2015, se anunció que Microsoft tenía propuesto lanzar en 2016 una actualización póstuma de Windows 10 con nombre en clave Redstone. En mayo, se liberaron diversas actualizaciones automáticas de Windows Update para funcionalidades de migración a Windows 10. Dichos procesos se especificarían recién a partir de junio.

### Versión comercial
El 1 de junio de 2015, Microsoft habilitó la herramienta Get Windows 10, la cual permite reservar la actualización a Windows 10 desde dispositivos con Windows 7 y Windows 8.1, así como efectuar un análisis de compatibilidad general del equipo. A partir de julio, se empezaron a liberar versiones candidatas a la versión final. El 15 de julio, Microsoft lanzó la compilación 10240 para los usuarios del programa Windows Insider. La versión comercial salió a la venta el 29 de julio de 2015.

## Pantalla Azul de la Muerte (BSOD)
Desde Windows 10, Microsoft rediseñó la clásica pantalla azul de error, conocida como BSOD (Blue Screen of Death), para ofrecer una presentación más simple y accesible al usuario.

### Características
- Mensaje principal: Tu PC tuvo un problema y necesita reiniciarse.
- Icono de carita triste como elemento visual distintivo.
- Inclusión de un código QR desde la versión 1607 (Anniversary Update), que enlaza a support.microsoft.com para obtener información sobre el error.
- Código de detención mostrado en la parte inferior, como por ejemplo: MEMORY_MANAGEMENT, IRQL_NOT_LESS_OR_EQUAL, etc.

### Ejemplo visual

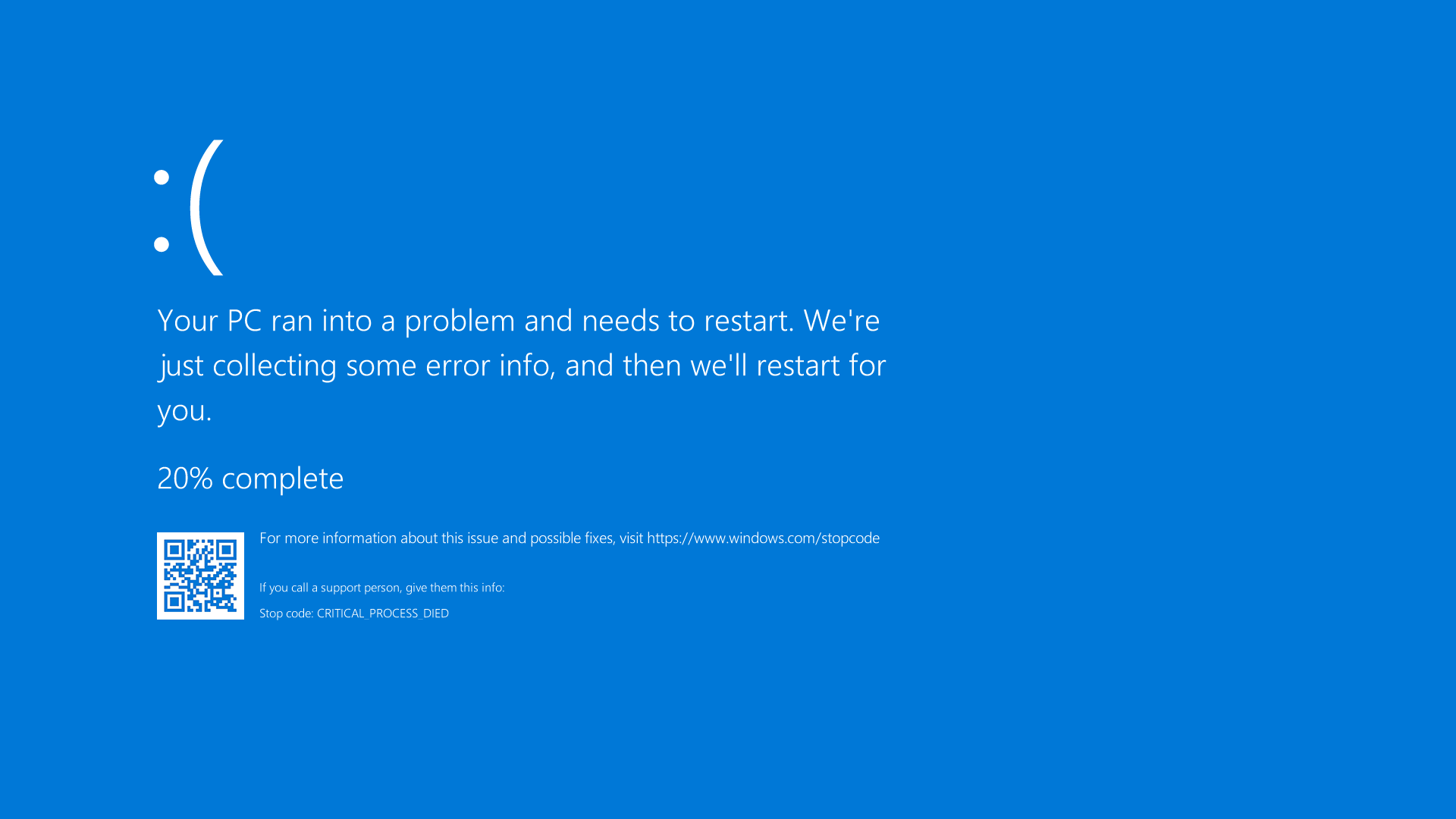
Pantalla Azul de Windows 10 con código QR y carita triste.

Fuente: Wikimedia Commons
'

## Características
Uno de los aspectos más importantes de Windows 10 es el enfoque en la armonización de experiencias de usuario y funcionalidad entre diferentes tipos de dispositivos, además de abordar las deficiencias en la UI de Windows que se introdujo por primera vez en Windows 8. Continuando con este patrón, el sucesor de Windows Phone 8.1 presentado en el mismo evento también se califica como Windows 10 Mobile, y compartirá algunos elementos de la interfaz de usuario y las aplicaciones con su homólogo de PC.
El ecosistema de Microsoft Store se ha enfocado en el desarrollo de aplicaciones universales, las cuales están hechas para funcionar a través de múltiples plataformas y dispositivos, incluyendo teléfonos inteligentes, tabletas, Xbox One y otros dispositivos compatibles con Windows 10. Las apps de Windows comparten códigos similares en sus plataformas respectivas, tienen un diseño web adaptable a las necesidades e insumos del equipo que los ejecuta, pueden sincronizar datos entre dispositivos que ejecuten Windows 10 (incluyendo notificaciones, credenciales y el modo multijugador para Xbox) y serán distribuidas en una única tienda.
Los desarrolladores pueden permitir cross-buys, donde las licencias adquiridas para una aplicación se aplican a todos los dispositivos compatibles de un mismo usuario, en lugar de aplicarse solamente en el dispositivo donde se lo adquirió. Dicho en otras palabras, si un usuario compra una aplicación para PC, también tiene derecho a utilizar la versión para teléfono inteligente sin costo adicional.
Windows 10 también permitirá que las aplicaciones web y el software de escritorio (mediante el uso de Windows API o Microsoft .NET) se empaqueten para su distribución en Microsoft Store. El software de escritorio distribuido mediante la tienda será programado utilizando el sistema App-V, con la finalidad de permitir sandboxing o aislamiento de procesos.

### UI y Escritorio
Windows 10 está diseñado para adaptar la interfaz de usuario en el tipo de dispositivo que está siendo utilizado y los métodos de entrada disponibles. Ofrece dos modos de interfaz de usuario diferentes: un modo tableta optimizado para su uso con pantallas táctiles, y uno optimizado para el ratón y el teclado. La nueva interfaz denominada Continuum ofrece una característica que cambia automáticamente si el usuario elige la posibilidad de alternar entre los dos modos en los momentos apropiados, por ejemplo, cuando se desconecta el teclado de una tableta o un ordenador portátil convertible se cambia a su configuración de tableta, y viceversa.
El menú Inicio ha sido rediseñado desde cero, con una lista de aplicaciones y otras opciones en el lado izquierdo y los live tiles o azulejos en el lado derecho. Se puede cambiar su tamaño y expandirse en pantalla completa como se realizaba en Windows 8, que es la opción por defecto en entornos táctiles.
Además, se ha implementado la Vista de tareas, que permite gestionar los nuevos escritorios virtuales. Al hacer clic en este botón desde la Barra de Tareas o deslizando desde el lado izquierdo de la pantalla, se muestran todas las ventanas abiertas y permite a los usuarios alternar entre las mismas o cambiar entre múltiples espacios de trabajo. Las aplicaciones de Microsoft Store que antes solo podían utilizarse en modo de pantalla completa, ahora también se pueden utilizar como ventanas de escritorio. La construcción interna de estas aplicaciones es ahora diferente ya que el núcleo es universal y funcionan en cualquier pantalla.
Los programas de Windows ahora se pueden encajar a cuadrantes de la pantalla arrastrándolos hacia una determinada esquina. Cuando una ventana no encaja en un lado de la pantalla, se solicita al usuario elegir una segunda ventana para llenar la parte no utilizada de la pantalla (denominado Snap Assist). Los iconos del sistema también han sido renovados con un diseño más limpio e influente hacia Windows Aero. Las transparencias ahora están algo más presentes que antes, pero de distinto modo.
Las opciones de la barra lateral derecha o Charm de Windows 8 se han eliminado; su funcionalidad en las aplicaciones de Microsoft Store son accesibles desde un menú denominado Comandos de aplicación. En su lugar se ha implementado el Centro de actividades, el cual muestra notificaciones múltiples y su configuración respectiva. Se accede haciendo clic en un icono en la bandeja del sistema o arrastrando desde la derecha de la pantalla. Las notificaciones se pueden sincronizar entre varios dispositivos. La aplicación Configuración de PC se ha renovado y ahora incluye más opciones que antes eran exclusivas del Panel de control.

### Sistema y seguridad
Windows 10 incorpora tecnología de autenticación en factores múltiples, basada en normas elaboradas por la alianza FIDO. El sistema operativo también incluye soporte mejorado para la autenticación biométrica a través de Windows Hello y las plataformas de Passport, es así que algunos dispositivos con cámaras soportadas (que requieren de infrarrojos de iluminación) permitirán el inicio de sesión a través del servicio reconocimiento facial, de forma similar al Kinect. Asimismo, los dispositivos con sensor de huella digital permitirán el inicio de sesión a través del mismo. Las credenciales se almacenan localmente y están protegidas mediante el cifrado asimétrico. La plataforma Passport permitirá a las redes, software y sitios web verificar la identidad del usuario mediante un PIN o un inicio de sesión biométrico, sin la necesidad de una contraseña.
Para la versión empresarial, Windows 10 Enterprise, se ofrece características de seguridad adicionales; los administradores pueden establecer normativas para el cifrado de datos automático y bloquear selectivamente las solicitudes de acceso a los datos cifrados. Windows 10 también ofrece Device Guard, una característica que permite a los administradores reforzar la seguridad de un espacio digital, mediante el bloqueo de la ejecución de software que no está firmado digitalmente por un proveedor de confianza o Microsoft. Device Guard se ejecuta dentro de un hipervisor, por lo que permanece separado del sistema operativo.
Para reducir el espacio de almacenamiento del sistema operativo, Windows 10 comprime automáticamente los archivos del sistema. El sistema puede reducir el espacio de almacenamiento de Windows aproximadamente 1.5 GB para sistemas de 32 bits y 2.6 GB para sistemas de 64 bits. El tamaño de la compresión dependerá de una evaluación realizada durante el proceso de instalación o por los fabricantes de equipos originales. Dicha evaluación pondrá a prueba la cantidad de compresión se puede utilizar sin perjudicar el rendimiento del sistema operativo.
Además, las funciones Actualizar y Restaurar sistema utilizarán un sistema de ejecución de archivos en una partición de recuperación independiente, permitiendo el alojamiento permanente de parches y actualizaciones instaladas después de la operación, y reduciendo aún más la cantidad de espacio requerido para Windows 10 hasta 12 GB. Estas funciones reemplazan al modo WimBOOT introducido en Windows 8.1 Update, el cual permitió a los fabricantes de equipos configurar dispositivos de baja capacidad de almacenamiento basado en flash, almacenando los archivos de sistema de Windows en la imagen comprimida WIM, normalmente utilizada durante los procesos de instalación y recuperación.
Windows 10 también incluye una función relacionada con la aplicación Configuración, conocida como Sensor de almacenamiento, la cual permite a los usuarios ver de qué forma la capacidad de almacenamiento de su dispositivo está siendo utilizado por los diferentes tipos de archivos, y determinar si ciertos tipos de archivos se guardan en la memoria interna o una tarjeta SD de forma predeterminada.

### Servicios de Internet y funcionalidad

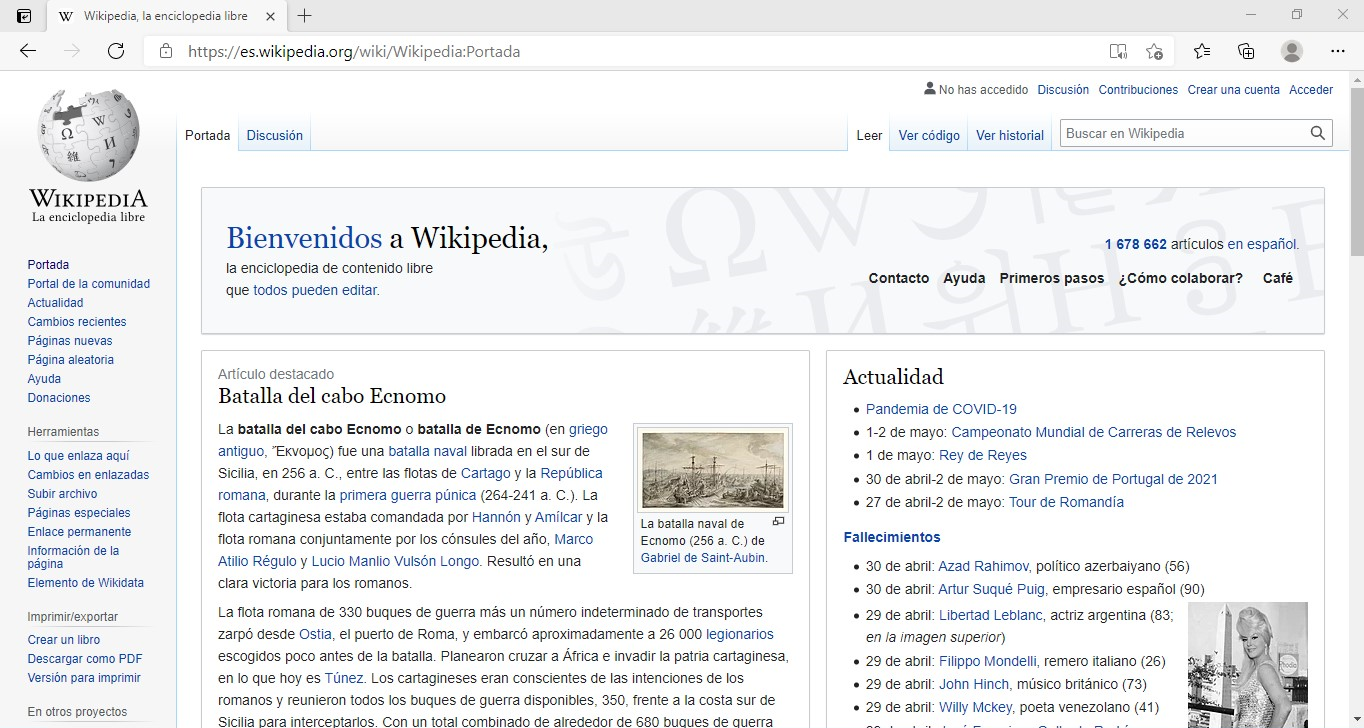
El navegador Microsoft Edge reemplaza a Internet Explorer.

Cortana es el nuevo asistente virtual para Windows 10.

Windows 10 introduce un nuevo navegador web predeterminado, Microsoft Edge. Cuenta con herramientas de anotación e integración con otras plataformas de Microsoft presentes en Windows 10. Internet Explorer 11 se mantendrá por fines de compatibilidad con aplicaciones de escritorio, pero ya no es un navegador usual, haciendo a Edge como su navegador predeterminado, por lo cual está en proceso de eliminación.
Asimismo, Windows 10 incorpora el asistente virtual de Microsoft, Cortana, el cual fue introducido por primera vez con Windows Phone 8.1 en el 2014. Cortana reemplazará la función de búsqueda integrada con Windows, con el soporte de entrada de voz y texto. Algunas de sus características son la transferencia directa desde Windows 10 Mobile, incluyendo la integración con Bing y una función Notebook para administrar la información personal, así como la búsqueda de archivos, aplicaciones, recordatorios y el envío de correos electrónicos. Además, Cortana se muestra como una caja de búsqueda universal situada junto al menú Inicio y la barra de tareas, los cuales pueden ser ocultados o combinados en un solo botón.

### Multimedia y juegos
Windows 10 ofrece mayor integración con el ecosistema de Xbox, teniendo una aplicación donde permite a los usuarios navegar por su biblioteca de juegos (incluyendo PC y consola de juegos Xbox) y Game DVR también está disponible mediante un atajo de teclado, lo cual permite a los usuarios guardar los últimos 10 segundos de juego como un vídeo que se puede compartir mediante Xbox Live, OneDrive o algún otro servicio de retransmisión en directo.
Windows 10 también permite a los usuarios controlar un juego desde una consola Xbox One en una red local. Un SDK da a los desarrolladores de aplicaciones incorporar funcionalidades de Xbox Live en sus aplicaciones, además se soportarán futuros accesorios inalámbricos de Xbox One (como los controladores) en Windows con un adaptador. Microsoft Solitaire Collection está incluido en Windows 10. Candy Crush Saga también está disponible a modo de descarga automática, así como otras aplicaciones.

### Aplicaciones
Windows 10 contiene actualizaciones respecto a las aplicaciones de Windows 8.1, pero también algunas completamente nuevas. Estas son las aplicaciones UWP que vienen preinstaladas con Windows 10 versión 2004:
- Alarmas y reloj
- Asistencia Rápida
- Bloc de Notas
- Calculadora
- Cámara
- Centro de comentarios
- Compañero de la consola Xbox
- Conexión a Escritorio remoto
- Configuración
- Contactos
- Correo y Calendario
- Cortana
- El tiempo
- Fax y Escáner de Windows
- Fotos
- Grabadora de voz
- Groove Música
- Internet Explorer
- Lupa
- Mapas
- Mensajes for Windows
- Microsoft Edge
- Microsoft Noticias
- Microsoft Solitaire Collection
- Microsoft Store
- MSN Dinero
- MSN Deportes
- Narrador
- Notas rápidas
- Obtener ayuda
- Office
- OneNote for Windows 10
- Paint
- Paint 3D
- Panel de control
- Películas y TV
- Planes de Datos Móviles
- Print 3D
- Portal de realidad mixta
- Recorte y anotación
- Reconocimiento de voz de Windows
- Reproductor de Windows Media
- Seguridad de Windows
- Skype
- Sugerencias
- Tu teléfono
- Visor 3D
- Xbox Game Bar

Algunas de las aplicaciones enlistadas se pueden desinstalar, sin repercusión en el flujo del sistema operativo.

### DirectX 12
Windows 10 se distribuye con DirectX 12 y WDDM 2.0. Presentado en marzo de 2014 en la GDC, esta versión de DirectX tiene como objetivo proporcionar mayor eficiencia y rendimiento frente a los recursos de hardware, la reducción de la memoria RAM y los gráficos Overhead, así como optimizar el consumo energético. La mayoría de mejoras de rendimiento se lograrán a través del lenguaje de bajo nivel IPA, el cual puede reducir cuellos de botella de memoria, actuando de forma similar a otras tecnologías como Mantle de AMD o MetalAPI de Apple. WDDM 2.0 introduce un nuevo sistema de gestión y asignación de memoria virtual para reducir la carga de trabajo en el controlador de modo kernel.

## Aplicaciones y características eliminadas
- Windows Media Center se ha "descontinuado" y se desinstala al actualizar desde una edición anterior de Windows. Las funciones de reproducción de DVD son sustituidas por la aplicación Reproductor de DVD de Windows.[59]
- Los controladores para unidades de disquete ya no están integrados y deberán descargarse por separado.[60]
- Los usuarios de la edición Home perdieron los controles personalizados de las actualizaciones, ya que Windows Update descargaba e instalaba las actualizaciones de forma automática entre la RTM y la versión 1809 del sistema, y solo los usuarios de las ediciones Pro y Enterprise podían pausarlas. Aunque en la versión 1903, esta opción regresó.[61]
- La aplicación de retransmisión en directo de música, Xbox Music, fue reemplazada por Groove Música.
- Xbox Video cambió de nombre a Películas y TV.[62]
- Las aplicaciones MSN Recetas, MSN Salud y Bienestar y MSN Viajes han sido descontinuadas y ya no están disponibles para su descarga desde Microsoft Store.[63]
- Grupo Hogar fue eliminado en la versión 1803, y fue sustituido por la función Nearby sharing o compartimiento cercano.[64]
- Durante el desarrollo de la versión 2004, se eliminó el anillo Insider Skip Ahead, y los usuarios que se encontraban en él fueron trasladados al anillo rápido.
- Microsoft anunció el 2 de junio de 2023 que Cortana se eliminaria de Windows 10, por el momento la empresa no anunció su reemplazo en este sistema[65][66]

## Herramientas sin soporte
- A favor de Microsoft Edge, Internet Explorer ya no recibe soporte y está presente en Windows 10 como una característica opcional y solución de compatibilidad, y no debe ser considerado como un navegador web.
- El navegador Edge basado en el motor EdgeHTML fue sustituido por otro basado en el motor Chromium de Google el 15 de enero de 2020, y al instalarlo el primero queda escondido en el sistema para reaparecer en caso de ser desinstalado el segundo.
- Windows Media Player ya no recibe soporte y, al igual que Internet Explorer, está incluido en Windows 10 como una característica opcional que puede ser desinstalada.

## Ediciones y precio
Windows 10 está disponible en cuatro ediciones principales, de las cuales las versiones Home y Pro son vendidas al por menor en la mayoría de los países, y como software de precarga en nuevas computadoras. Home está dirigida para usuarios del hogar, mientras Pro es para pequeñas empresas y aficionados. Cada edición de Windows 10 incluye todas las capacidades y características, y añade características adicionales orientadas a sus segmentos del mercado. Por ejemplo, Pro añade características adicionales de seguridad y red como BitLocker, Device Guard, Windows Update para Empresas y la habilidad de unirse a un dominio. Las ediciones restantes, Enterprise y Education, contienen características adicionales dirigidas a entornos empresariales y solo están disponibles a través de una clave de activación de producto.
Otras ediciones incluyen Home Single Language, una variante de la edición Home que solo puede mostrarse en el idioma definido por el fabricante sin poder ser cambiado por el usuario, Pro for Workstations y Pro Education, variantes de la edición Pro diseñadas para estaciones de trabajo y escuelas, respectivamente.
Una versión renovada del sistema operativo para teléfonos inteligentes, Windows Phone, también será lanzada para acompañar a Windows 10. Este sistema operativo móvil será llamado Windows 10 Mobile y está promocionado como una edición de Windows 10. Esto se debe a la estrategia de unificación y soporte que Windows 10 incluye, en el cual la versión móvil no será promocionada como una línea de producto separada. Las ediciones de Enterprise y Mobile también serán producidos para sistemas embebidos, junto a Windows 10 IoT Core, que está diseñado específicamente para huellas pequeñas, dispositivos a bajo costo y entornos de Internet de las Cosas (IoT) que es similar a Windows Embedded.

### Lanzamientos anteriores
Un programa beta público para Windows 10, conocido como Windows Insider Program (anteriormente Windows Technical Preview), inició con el primer lanzamiento previo el 1 de octubre de 2014. Las construcciones previas del Insider está dirigidas a usuarios aficionados y empresariales para probar y evaluar de actualizaciones y nuevas características. Los usuarios de Windows Insider Program reciben actualizaciones ocasionales a versiones más nuevas del sistema operativo y continuarán siendo capaces de evaluar los lanzamientos previos después de su disponibilidad pública. Esta estrategia de prueba contrasta con los anteriores programas beta de Windows, donde los lanzamientos de prueba eran menos frecuentes y solo duraban unos meses después del GA.
Las versiones del Windows Insider continuarán siendo presentadas siguiendo el modelo RTM de Windows 10.

### Lanzamiento público
Microsoft lanzó Windows 10 de manera pública, el 29 de julio de 2015. A comparación de los lanzamientos anteriores de Windows, que tuvieron un periodo de cambios más largos entre el lanzamiento para la fabricación (RTM) y el lanzamiento general para permitir la prueba por los vendedores (y en algunos casos, el desarrollo de «kits de actualización» para preparar sistemas en la actualización a la versión nueva).
La compilación pública de Windows 10, numerado como 10240, fue lanzado en primer lugar el 15 de julio de 2015 para los canales de Windows Insider en un intento de conseguir comentarios y pruebas de los usuarios antes del lanzamiento. Aunque un representante de Microsoft aclaró que no habría una compilación específica para RTM de Windows 10, la 10240 fue descrita como una compilación «RTM» por los puntos de venta mediáticos porque fue ofrecido a todos los miembros de Windows Insider de una sola vez (antes que a los miembros adscritos al programa Fast Ring). La edición Enterprise fue lanzada con una clave de activación el 1 de agosto de 2015.
Algunos usuarios de Windows 7 (SP1) y Windows 8.1 renovaron su versión de Windows a través de la aplicación «Obtener Windows 10» y Windows Update o la Herramienta de Creación de Medios, que es funcionalmente idéntico a la versión de Windows 8, el cual puede generar una imagen ISO o un medio de instalación por USB. Las actualización in situ son solo compatibles desde Windows 7 (SP1) o Windows 8.1 Update Windows 10 se hizo disponible en 190 países y 111 idiomas en su lanzamiento, y como parte del esfuerzo para «comprometerse» con los usuarios en China, Microsoft también anunció que se asociarían con Qihoo y Tencent para ayudar a promocionar y distribuir Windows 10 en China, y que el fabricante de computadoras Lenovo proporcionaría asistencia en sus centros de servicios y puntos de ventas al por menor para ayudar a los usuarios a ascender a Windows 10.
En ventas al detalle, Windows 10 cuesta casi lo mismo que las ediciones de Windows 8. Una licencia de Windows 10 Pro Pack permite subir de categoría desde Windows 10 Home a Windows 10 Pro. Incluso se vende copias de instalación en memorias USB o DVD-ROM. Las nuevas computadoras y dispositivos que ejecutan Windows 10 también fueron lanzados durante la semana de su lanzamiento.
Los dispositivos de Windows RT (y Windows Phone), que ejecutan en una arquitectura ARM de 32 bits, recibirán una actualización separada con «algunos» cambios de Windows 10 en el futuro. El 2 de febrero de 2015, Microsoft anunció que podría proporcionar un puerto ARM gratis para Windows 10 para dispositivos Raspberry Pi 2 a través de su programa desarrollador de Internet de las Cosas (IoT).

#### Licencia
Las licencias de Windows 10 no están directamente relacionadas con una clave de producto. Durante la actualización, el estado de la licencia de la instalación actual del sistema de Windows se migra, y se genera el derecho digital directamente desde el hardware del sistema y es almacenado en los servidores de activación de Microsoft. Si Windows 10 es reinstalado de forma limpia en un sistema que ya lo ha tenido instalado, y ninguna clave de producto ha sido ingresada durante el proceso, el proceso de activación en línea automáticamente reconocerá la licencia de Windows 10 del sistema si no hubo cambios significativos de hardware. Se distribuyeron claves de productos únicas dentro de las copias al detalle de Windows 10.
A partir de la versión 1511, Windows 10 se puede activar con claves originales de Windows 7, 8 y 8.1, lo cual se convierte la licencia actual en derecho digital y es almacenado en los servidores de activación de Microsoft, siempre y cuando el usuario realice la instalación limpia.

## Actualizaciones y soporte
| Versión | Nombre comercial     | Compilación | Fecha de lanzamiento    | Estado del soporte                                     | Estado del soporte                          | Estado del soporte       | Estado del soporte           |
| Versión | Nombre comercial     | Compilación | Fecha de lanzamiento    | - Home, - Pro, - Pro Education, - Pro for Workstations | - Education, - Enterprise, - IoT Enterprise | - Enterprise LTSC (LTSB) | - IoT Enterprise LTSC (LTSB) |
| ------- | -------------------- | ----------- | ----------------------- | ------------------------------------------------------ | ------------------------------------------- | ------------------------ | ---------------------------- |
| 1507    | (versión inicial)    | 10240       | 29 de julio de 2015     | 9 de mayo de 2017                                      | 9 de mayo de 2017                           | 14 de octubre de 2025    | 14 de octubre de 2025        |
| 1511    | November Update      | 10586       | 10 de noviembre de 2015 | 10 de octubre de 2017                                  | 10 de abril de 2018                         | -                        | -                            |
| 1607    | Anniversary Update   | 14393       | 2 de agosto de 2016     | 10 de abril de 2018                                    | 9 de abril de 2019                          | 13 de octubre de 2026    | 13 de octubre de 2026        |
| 1703    | Creators Update      | 15063       | 11 de abril de 2017     | 9 de octubre de 2018                                   | 8 de octubre de 2019                        | -                        | -                            |
| 1709    | Fall Creators Update | 16299       | 17 de octubre de 2017   | 9 de abril de 2019                                     | 13 de octubre de 2020                       | -                        | -                            |
| 1803    | April 2018 Update    | 17134       | 30 de abril de 2018     | 12 de noviembre de 2019                                | 11 de mayo de 2021                          | -                        | -                            |
| 1809    | October 2018 Update  | 17763       | 13 de noviembre de 2018 | 10 de noviembre de 2020                                | 11 de mayo de 2021                          | 9 de enero de 2029       | 9 de enero de 2029           |
| 1903    | May 2019 Update      | 18362       | 21 de mayo de 2019      | 8 de diciembre de 2020                                 | 8 de diciembre de 2020                      | -                        | -                            |
| 1909    | November 2019 Update | 18363       | 12 de noviembre de 2019 | 11 de mayo de 2021                                     | 10 de mayo de 2022                          | -                        | -                            |
| 2004    | May 2020 Update      | 19041       | 27 de mayo de 2020      | 14 de diciembre de 2021                                | 14 de diciembre de 2021                     | -                        | -                            |
| 20H2    | October 2020 Update  | 19042       | 20 de octubre de 2020   | 10 de mayo de 2022                                     | 9 de mayo de 2023                           | -                        | -                            |
| 21H1    | May 2021 Update      | 19043       | 18 de mayo de 2021      | 13 de diciembre de 2022                                | 13 de diciembre de 2022                     | -                        | -                            |
| 21H2    | November 2021 Update | 19044       | 16 de noviembre de 2021 | 13 de junio de 2023                                    | 11 de junio de 2024                         | 12 de enero de 2027      | 13 de enero de 2032          |
| 22H2    | 2022 Update          | 19045       | 18 de octubre de 2022   | 14 de octubre de 2025                                  | 14 de octubre de 2025                       | -                        | -                            |

### Sistema de soporte y actualización
Windows 10 es servido de una forma muy diferente a los lanzamientos anteriores de Windows. Su entrega es a menudo descrita por Microsoft como un «servicio» debido a sus actualizaciones continuas. Terry Myerson comentó que el dilema sobre qué versión de Windows se está ejecutando podría dejar de tomar sentido.
A diferencia de las versiones anteriores de Windows, Windows Update no permite instalar las actualizaciones de forma selectiva, y todas las actualizaciones (que incluye parches, reajustes de características y controladores) son descargados e instalados automáticamente. Los usuarios solo pueden escoger si el sistema puede reiniciarse automáticamente para instalar las actualizaciones, mientras el sistema esté inactivo o recibir una notificación para programar un reinicio. Windows Update también usa un sistema de peer-to-peer para distribuir actualizaciones; por defecto, el ancho de banda de los usuarios es usado para distribuir las actualizaciones previamente descargadas a otros usuarios, en combinación con los servidores de Microsoft. En su lugar, los usuarios pueden solamente usar las actualizaciones por peer-to-peer con su red de área local.
Las ediciones Pro y Enterprise permiten a los usuarios escoger el canal de lanzamiento llamado Current Branch for Business (mencionado en los ajustes de Windows Update como «Aplazar actualizaciones»), que retrasa en un plazo de cuatro meses la recepción de nuevas actualizaciones más allá de la fecha de sus lanzamientos generales. El CBB puede aplazar las actualizaciones por un período de ocho meses, después que la actualización debería estar instalada para mantener soporte y acceso los reajustes de seguridad. Los administradores también pueden usar el sistema de Windows Update for Business para organizar el despliegue de actualizaciones en todas sus redes. Enterprise también puede usar el Long-term support branch (LTSB). Los hitos de LTSB de Windows 10 son instantáneas periódicas del CBB de Windows 10, y reciben solo parches cruciales en curso de 10 años de soporte. Los sistemas también puede ser ubicados en uno o dos versiones detrás de la versión más reciente de LTSB para permitir despliegues estructurados y ciclos de vida interna. La directora de Microsoft, Stella Chernyak explicó que tienen como meta crear un entorno importante para probar y estabilizarlo por un largo tiempo.

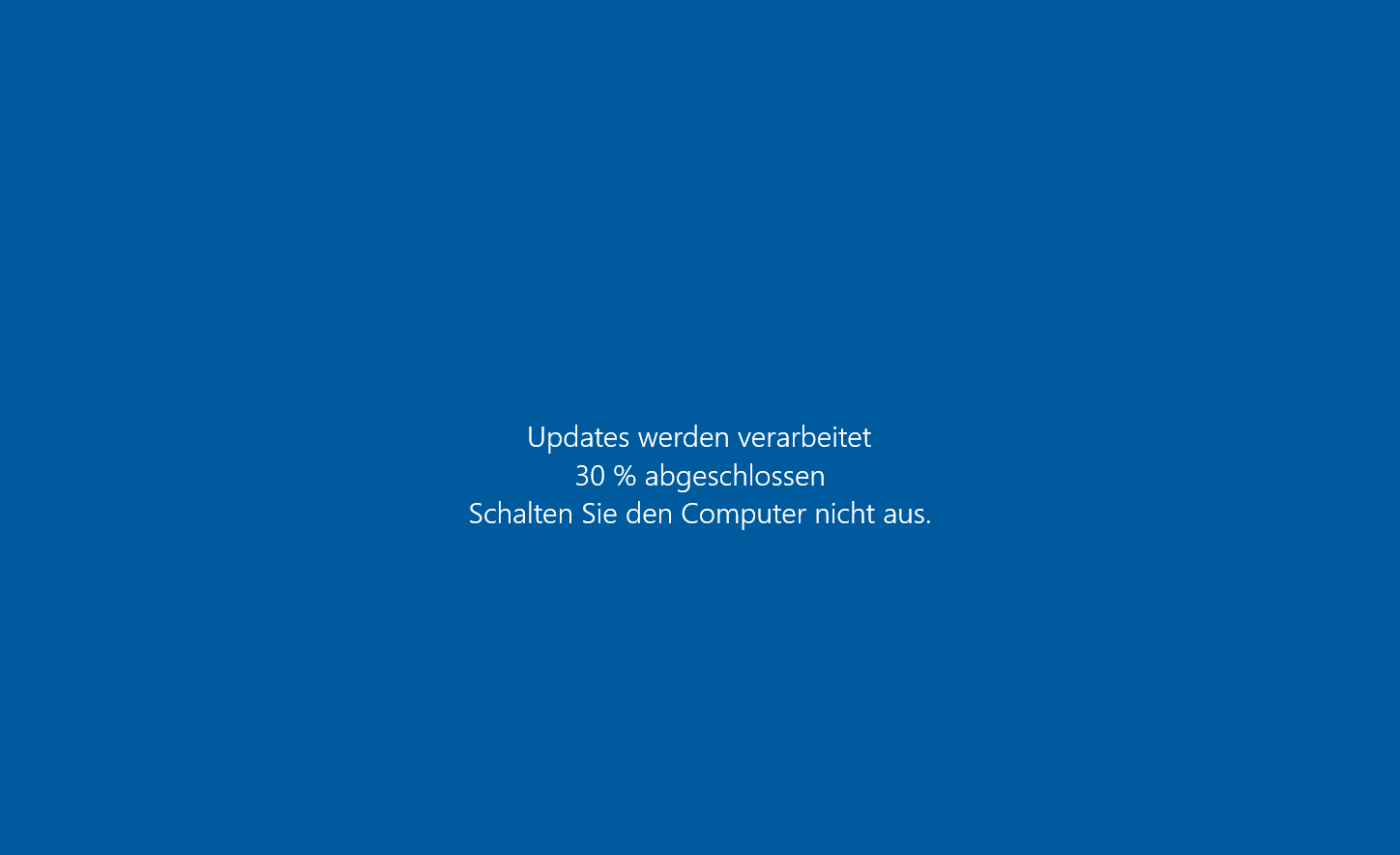
Actualizando a Windows 10

### Fin de soporte para Windows 10
Microsoft anunció que Windows 10 dejará de tener soporte el 14 de octubre de 2025 para darle paso al reciente sistema operativo Windows 11. También es tiempo suficiente para que la mayoría de los usuarios reemplacen el sistema operativo. 

| Rama de actualización                                                                        | Windows Insider Preview Branch Rama de prueba de Windows Insider (WIPB) Software en fase beta                        | Current Branch Rama actual (CB) "Grado de consumidor"                                                                | Current Branch for Business Rama actual para negocios (CBB) "Preparado para negocios"                                | Long Term Servicing Branch Rama de servicio a largo plazo (LTSB) "Misión crítica"   |
| Edición                                                                                      | Education | Education | Education |                                                                                     |
| Edición                                                                                      | Enterprise | | |                                                                                     |
| Edición                                                                                      | Home | | |                                                                                     |
| Edición                                                                                      | Pro | | |                                                                                     |
| Actualizaciones cruciales Parches de seguridad y actualizaciones de estabilidad              | Continuo, según datos facilitados (elección de anillo lento o rápido)                                                | Automático | Automático | Se puede aplazar indefinidamente                                                    |
| Actualización de características Funcionalidad no crucial y actualización de características | Continuo, según datos facilitados (elección de anillo lento o rápido)                                                | Automático | Automático o aplazar                                                                                                 | Solo a través de actualizaciones 'in situ' del LTSB                                 |
| Cadencia de las actualizaciones                                                              | Continuo según sus lanzamientos                                                                                      | Progresivamente después la evaluación en el WIPB                                                                     | ~4 meses después de la evaluación en CB o aplazar por un adicional de ~8 meses                                       | Con lanzamientos en LTSB que son instantáneas estables del CBB                      |
| Soporte para subir de categoría                                                              | Actualización continua                                                                                               | Actualización continua                                                                                               | Actualización continua o actualización in situ para apoyar versiones en LTSB                                         | Soporte para actualizaciones 'in situ' por las tres versiones más recientes en LTSB |
| Soporte de actualización                                                                     | 10 años (o hasta que las futuras actualizaciones requieran soporte de hardware que el antiguo dispositivo no tiene.) | 10 años (o hasta que las futuras actualizaciones requieran soporte de hardware que el antiguo dispositivo no tiene.) | 10 años (o hasta que las futuras actualizaciones requieran soporte de hardware que el antiguo dispositivo no tiene.) | 5 años generales + 5 años extendidos                                                |
| Métodos de actualización                                                                     | Windows Update | Windows Update | Windows Update para negocios Windows Server Update Services                                                          | Windows Update para negocios Windows Server Update Services                         |

Por cada política de ciclo de vida, «Windows 10» recibirá soporte general por cinco años después de su lanzamiento original, seguido por cinco años de soporte extendido, pero esto está sujeto a condiciones. La política de ciclo de vida de soporte de Microsoft para sistemas operativos apunta que «las actualizaciones son acumulativas, con cada actualización construida con todas las que les preceden», que «un dispositivo necesita instalar la actualización más reciente para permanecer apoyado», y que la habilidad de un dispositivo para recibir futuras actualizaciones dependerá en la compatibilidad del hardware, disponibilidad del controlador, y si el dispositivo está dentro del período de soporte del OEM (un nuevo aspecto no contado para políticas de ciclo de vida en versiones anteriores).

### Actualizaciónin situ
Los caminos de actualización in situ están soportados para todas las ediciones de Windows 7 y Windows 8.1 (con la excepción de Windows RT). El cambio de arquitectura durante las actualizaciones in situ no es compatible (por ejemplo, cambiar desde una edición de 32 bits a una edición de 64 bits o viceversa; una instalación limpia es requerida. No hay caminos de actualización directa para Windows XP, Windows Vista, Windows 8 o Windows RT.

### Actualización gratuita
| 7 Starter           | Home   |
| 7 Home Basic        | Home   |
| 7 Home Premium      | Home   |
| 8.1                 | Home   |
| 8.1 Single Language | Home   |
| 8.1 with Bing       | Home   |
| 7 Professional      | Pro    |
| 7 Ultimate          | Pro    |
| 8.1 Pro             | Pro    |
| Windows Phone 8.1   | Mobile |

Durante el primer año de disponibilidad, las licencias de actualización para Windows 10 estaban libres de cargo para los usuarios que poseían una licencia genuina para una edición idónea de Windows 7 o Windows 8, y han instalado el paquete de servicio para su versión instalada actual (SP1 y Windows 8.1 respectivamente). Los clientes de Enterprise bajo un contrato de garantía con Microsoft están titulados para obtener Windows 10 Enterprise bajo los términos existentes, al igual que con las versiones anteriores de Windows. Los clientes de Enterprise cuyo acuerdo de garantía ha expirado o están bajo una clave de producto que no tiene los derechos actualizados, todos los usuarios que ejecutan una copia no auténtica de Windows, y aquellos sin una licencia existente de Windows 7 u 8, no estaban intitulados para actualizarse gratuitamente a Windows 10. La actualización desde copias no genuinas fue posible, pero resultaba en una copia no genuina de 10.
Para activar de forma apropiada y generar derechos digitales para Windows 10, el sistema operativo primero debe ser instalado como una actualización in situ. Una vez instalado, el sistema operativo puede ser reinstalado en el sistema mencionado a través medios normales sin una clave de producto, y la licencia del sistema será automáticamente detectada vía activación en línea. La versión de Windows Insider Preview de Windows 10 se actualizará automáticamente por sí sola para el lanzamiento general como parte de la progresión, y continuamente será instalada para nuevas compilaciones betas, como lo había hecho durante todo el proceso de prueba. Solo se mantendrá activado y considerado genuino si el usuario continua optando por las actualizaciones automáticas para las compilaciones betas. Si el usuario opta por salir de las compilaciones estables, deberá tener una licencia válida para Windows 7, 8 o 10 para continuar usando el sistema operativo. La licencia puede ser llevada desde la actualización in situ al Insider Preview del 10 desde Windows 7 u 8. Microsoft declaró explícitamente que unirse a Windows Insider no es un camino de actualización válido para aquellos que ejecutan Windows XP o Windows Vista.
El primero de junio de 2015, la aplicación Obtener Windows 10 (GWX) fue activado en los dispositivos Windows que ejecutan versiones idóneas para actualizar, y compatibles con, Windows 10. A través del icono en la barra de tareas, el usuario puede acceder a una aplicación que promociona Windows 10 y la oferta gratuita de actualización, comprueba la compatibilidad del dispositivo y permite a los usuarios «reservar» una descarga automática del sistema operativo en el día de su lanzamiento. El 28 de julio, un proceso de pre-descarga se inició, en el cual los archivos de instalación de Windows 10 se descargaron en algunos equipos que habían reservado la misma. Microsoft manifestó que aquellas personas que reservaron serían capaces de instalarlo a través de Windows Update en un despliegue fasado, aunque el sistema operativo puede ser descargado de forma alternativa usando un programa de ajustes llamado Herramienta de Creación de Medios. A principios de 2016 está previsto que la actualización a Windows 10 se recategorize y pase a ser "recomendada", lo que provocara que según esté configurado el Windows Update se descargue automáticamente. Microsoft se comprometió a avisar antes de ejecutar la instalación.

## Historial de versiones

### Versión 1507 (versión inicial)
La versión 1507 con nombre en clave Threshold 1 (TH1), fue la primera versión de Windows 10 lanzada al público el 29 de julio de 2015 tras una larga serie de compilaciones probadas por usuarios pertenecientes al programa de Microsoft Insider. Su desarrollo comenzó a partir de una compilación inicial que incluía el núcleo original de Windows 8.1, este fue modificado a lo largo de todo el desarrollo del sistema operativo e incluyó mejoras tanto en rendimiento como en otros ámbitos. Esta versión fue liberada bajo el número de compilación 10240, y aunque tuvo buena acogida, también fue duramente criticada debido a la presencia de bugs que aún se presentaban a la hora de utilizar el sistema y a la inconsistencia en la interfaz gráfica, pues aún presentaba elementos de Windows 7, Windows 8 y Windows 8.1. Muchos de estos errores han sido corregidos en las versiones posteriores del sistema operativo.

### Versión 1511 (November Update)
El 12 de noviembre de 2015 Microsoft dio a conocer la "November Update" para Windows 10, con nombre en clave Threshold 2 (TH2). La actualización estuvo en desarrollo desde agosto de 2015 y llegó con numerosas mejoras respecto a la primera versión lanzada al público. Dentro de sus nuevas características se incluyen la capacidad de agregar una cuarta columna para el menú de inicio, la restauración de la capacidad de aplicar los colores de acento para las barras de título, menús de contexto mejorados, numerosas mejoras en Microsoft Edge y la capacidad de utilizar una clave de producto de Windows 7, 8, u 8,1 para activar Windows 10. Nuevas aplicaciones incluidas en esta actualización son la mensajería, teléfono, vídeo de Skype, y Xbox beta (no debe confundirse con la Xbox app). La actualización de noviembre fue programada para lanzarse junto con la nueva Xbox One Experience (NXE).

### Versión 1607 (Anniversary Update)
Redstone 1 (RS1) fue la primera gran actualización de Windows 10, fue anunciada en abril de 2015. y comenzó su desarrollo en octubre de 2015. Fue lanzada oficialmente el 2 de agosto de 2016 e incluyó, entre otras cosas, mejoras en la interfaz gráfica Continuum, incluyendo un mejor ordenamiento del menú Inicio y manejo de las notificaciones, posibilidad de usar el Bash de Ubuntu (función que llegó aún en estado de beta), avances en materia de seguridad a través de la adición de Windows Hello y mejoras en Windows Defender. Cortana también obtuvo notables mejoras y una mayor relevancia dentro del sistema operativo. La primera compilación fue lanzada el día 16 de diciembre de 2015 para el anillo rápido del programa Insider con el número de compilación 10.0.11082.
En la conferencia //Build/ del año 2016, organizado por Microsoft, anunció la "Actualización de aniversario" para Windows 10 y todo su entorno, este nombre se ocupará para mencionar a esta actualización.

### Versión 1703 (Creators Update)
Creators Update, con nombre en clave Redstone 2 (RS2), fue oficialmente anunciada el 26 de octubre de 2016. La rama se centra principalmente en la creación de contenidos, productividad, y funciones de juego con un particular enfoque en la realidad virtual y en la realidad aumentada (incluyendo HoloLens y gafas de realidad virtual) y en facilitación de la creación de contenidos en tres dimensiones. Su lanzamiento fue el 11 de abril de 2017.
Esta actualización introdujo una versión renovada de Microsoft Paint como UWP conocido como Paint 3D, además de un espacio de trabajo de realidad virtual diseñado para su uso con dispositivos de este tipo; Microsoft anunció que varios fabricantes de equipos OEM estaban planeando lanzar dispositivos de realidad virtual diseñados para su uso con la actualización. También se añadió la integración con Beam.pro, adquirida por Microsoft, para la transmisión de videojuegos en Windows 10.

### Versión 1709 (Fall Creators Update)
Fall Creators Update, con nombre en clave Redstone 3 (RS3), fue lanzada al público el 17 de octubre de 2017. En esta actualización se trasladan los ajustes de Cortana y búsqueda a la aplicación general de Configuración del sistema operativo, se actualiza la interfaz gráfica de algunas aplicaciones UWP como Groove Música, Películas y TV, Correo, Calendario, entre otros a la nueva interfaz Microsoft Fluent Design. Existe una mayor integración entre el ordenador y el teléfono del usuario al vincularlo desde una nueva opción que surge en la aplicación de Configuración, y la aplicación Tienda de Windows pasa a denominarse Microsoft Store estrenando una nueva imagen.
Además, aparece una nueva característica conocida como My People, que está situada en la barra de tareas, la cual nos permite interactuar de manera más rápida y directa con nuestros contactos desde el propio escritorio a través de Skype, correo electrónico o mensajes de texto. Se incluyen notificaciones en las que los contactos aparecen con su respectiva imagen y los archivos también se pueden arrastrar directamente a la imagen del contacto para compartirlos al instante. Dicha funcionalidad cuenta con soporte para servicios adicionales, incluyendo Xbox y Skype para empresas.

### Versión 1803 (April 2018 Update)
La sexta versión estable de Windows 10, con nombre en clave Redstone 4 (RS4), estuvo disponible para su descarga manual a partir del 30 de abril de 2018 y fue liberada a través de Windows Update el 8 de mayo de 2018. Su lanzamiento original estaba previsto para finales del mes de marzo, pero una serie de errores que podrían provocar la aparición de la pantalla azul de la muerte (BSOD) obligó a Microsoft a retrasar su despliegue para corregir los errores que lo provocaban.
Una de las características más destacadas de esta actualización fue la función "Línea de tiempo" que permite a los usuarios ver el historial de su actividad en su PC y continuar desde donde lo dejaron. Esto funciona en la mayoría de las aplicaciones de Microsoft Store y aplicaciones de escritorio desarrolladas por Microsoft como lo es la suite ofimática de Office.
Una de las funciones eliminadas en esta versión fue el "Grupo hogar", que fue introducido en Windows 7, y fue sustituida por "Nearby", una nueva experiencia para compartir archivos entre equipos cercanos que ejecuten Windows 10 Fall Creators Update o superior.

### Versión 1809 (October 2018 Update)
Esta actualización de características de Windows 10 fue lanzada en 2018, con nombre en clave Redstone 5 (RS5), estuvo disponible para su descarga a través de la herramienta de creación de medios desde el 2 de octubre de 2018, sin embargo, Microsoft retiró temporalmente la posibilidad de actualizar a esta versión debido a que algunos usuarios reportaron pérdida de sus archivos en las bibliotecas al hacer la actualización, lo que obligó a la compañía revisar y corregir los errores mencionados para lanzar nuevamente la actualización el 13 de noviembre de 2018. Dentro de las novedades que ofrece esta versión se encuentra el modo oscuro aplicado al explorador de archivos; la creación de la aplicación Tu teléfono, la cual permite a los usuarios ver los mensajes de texto SMS y las últimas fotos tomadas con su dispositivo móvil; un portapapeles más potente que se sincroniza en la nube y cuenta con historial, permitiendo que se pueda copiar y pegar entre diferentes dispositivos con Windows 10; una nueva aplicación de recortes llamada "Recortar y anotar", la cual está más adaptada a la nueva interfaz gráfica de Windows; y se ha mejorado la experiencia de usuario a la hora de hacer búsquedas, ya que se muestra previamente información sobre lo encontrado (ya sea una aplicación, archivo, configuración, o algo en específico en la web).
Microsoft Edge también ha recibido mejoras en cuanto a diseño; el bloc de notas ahora incluye nuevas opciones de zum, la posibilidad de recordar valores previamente insertados y buscar palabras mediante Bing; el administrador de tareas ahora muestra el nivel de uso de batería por cada aplicación; y la aplicación Sticky notes también recibe novedades como sincronizar las notas entre dispositivos, cambiar el formato de la letra o guardar las notas en un menú principal que ahora viene incluido en la aplicación.

### Versión 1903 (May 2019 Update)
Esta actualización de Windows 10 fue lanzada el 21 de mayo de 2019, con nombre en clave 19H1. Incluye características importantes como Windows Sandbox (no disponible para la edición Home) que permite crear un entorno de escritorio temporal mediante una máquina virtual aislada del sistema principal, donde es posible ejecutar aplicaciones .exe o .msi (las más peligrosas a ser ejecutables) o visitar un sitio web sospechoso, sin que suponga un riesgo para el sistema operativo host o anfitrión. También trae nuevas opciones de Windows Update, como la posibilidad de pausar las actualizaciones en la edición Home (las ediciones Pro y Enterprise ya poseían esta capacidad desde la RTM), la eliminación automática de actualizaciones problemáticas, un nuevo fondo de pantalla del sistema, un tema claro para la interfaz del sistema (establecido como predeterminado tras la instalación en la edición Home) y las aplicaciones, mejoras de rendimiento del parche para el fallo de seguridad Spectre, mensajes de error útiles, acceso a las particiones de GNU/Linux, soporte nativo para las imágenes en formato RAW, mejoras de seguridad para la aplicación de Cámara, etc. Por otra parte, Cortana se separa de la barra de Búsqueda y ambos se podrán ocultar independientemente. El Menú Inicio recibe mejoras visuales, pero además ahora tiene un proceso dedicado en vez de compartido que lo hace más rápido y estable.
Otros cambios, por ejemplo, al no tener acceso a Internet aparece un globo terráqueo con un icono nuevo reemplazando al signo de advertencia en la figura de intensidad de la señal actualmente utilizado. Otra de las características destacables es que se expande el poder hacer un recorte en la pantalla en el contorno de la aplicación que este a su vez se guarda en el portapapeles.

### Versión 1909 (November 2019 Update)
Desarrollada bajo el nombre en clave 19H2, esta actualización comenzó a desplegarse el 12 de noviembre de 2019 de forma oficial tras haber sido retrasada 1 mes por parte de Microsoft. Esta actualización se diferencia de las demás por ser una actualización menor que no incluyó demasiadas características, por parecerse más a los Service Pack de versiones anteriores de Windows ya que se enfoca principalmente en el rendimiento y en la estabilidad del sistema y porque aparece en Windows Update como una actualización opcional y no como una importante.
Las nuevas características de esta actualización incluyen mejoras considerables en el rendimiento y la vida útil de las baterías de equipos portátiles, la integración de Windows Search al buscador del explorador de archivos para poder buscar archivos de la nube, mejoras en las opciones de las notificaciones y la capacidad de añadir eventos desde el calendario de la barra de tareas. Otra característica es la expansión automática de la barra lateral del Menú Inicio, la cual ya estaba presente en la versión 1903 para algunas computadoras, aunque en esta actualización la característica llegó al resto de equipos

### Versión 2004 (May 2020 Update)
Su desarrollo empezó en febrero de 2019, mucho antes de que la May 2019 Update fuera lanzada, y los Insiders del ya descontinuado anillo Skip Ahead fueron los primeros en probar sus compilaciones bajo el nombre en clave 20H1. Su despliegue estaba planeado para el 28 de mayo de 2020, pero se decidió adelantar un día; siendo el 27 de mayo de 2020 la liberación a través de Windows Update, la actualización de las herramientas de creación de medios y asistente de actualización y la liberación de imágenes ISO oficiales en el centro de descargas. A diferencia de la November 2019 Update, que era más que todo un paquete habilitador que se instalaba sobre la May 2019 Update, la May 2020 Update contiene nuevas características que la vuelven una actualización mucho más grande. Las novedades incluyen la capacidad de ver la temperatura de la GPU y el tipo de disco para las unidades conectadas al equipo en el administrador de tareas, renombramiento de los escritorios virtuales, la adición de nuevos kaomojis al panel de emojis, mejoras de accesibilidad, mejoras en la administración de recursos para Windows Search, búsquedas rápidas y vistazo rápido a resultados web en la barra de búsqueda, restauración desde la nube, usabilidad de las opciones de inicio de sesión de Windows Hello en modo seguro, mejoras en las páginas de idioma y conexiones de red en Configuración y la renovación de la experiencia de Cortana, siendo esta ahora un asistente de productividad basado en una interfaz de chat que ahora se muestra en una ventana como otros programas.
Varias fuentes especulaban que el número de versión de esta actualización sería 2003, ya que así iba acorde a lo que ya se veía en las actualizaciones anteriores desde la 1703, pero el 26 de noviembre de 2019 se anunció que el número de versión final sería 2004, donde la última cifra fue cambiada para evitar confusiones con productos pasados como Windows Server 2003.

### Versión 20H2 (October 2020 Update)
Es la décima actualización principal de Windows 10. La actualización es la actualización acumulativa de la actualización de mayo de 2020 y lleva el número de compilación 10.0.19042. La primera versión preliminar fue lanzada a Insiders que se inscribieron en Beta Channel el 16 de junio de 2020. La actualización fue lanzada el 20 de octubre de 2020 e incluyó cambios notables como:
- Nuevos mosaicos con reconocimiento de temas en el menú Inicio
- Mejoras en Microsoft Edge
- Nuevo Microsoft Edge basado en Chromium incluido de forma predeterminada
- Cambie entre varias pestañas y aplicaciones de Windows presionando Alt+Tab ↹
- Acceso rápido a pestañas activas para sitios anclados en la barra de tareas
- Herramienta de comparación de precios
- Nueva experiencia personalizada y lista para usar para la barra de tareas
- Mejoras en la experiencia de notificación, así como la experiencia de tableta para dispositivos 2 en 1
- Información migrada en la página Sistema del Panel de control en la página Configuración acerca de la aplicación Configuración
- Mejoras en la administración moderna de dispositivos (MDM)

### Versión 21H1 (May 2021 Update)
La duodécima compilación estable de Windows 10, versión 21H1, fue lanzada el 28 de abril de 2021 y fue una actualización acumulativa menor. La mayoría de las nuevas características se centraron en mejorar la seguridad y el rendimiento. Desde la página web de Microsoft, las siguientes características son nuevas: compatibilidad con Windows Hello multicámara para establecer el valor predeterminado como cámara externa cuando hay cámaras Windows Hello externas e internas. Mejoras de rendimiento de Protección de aplicaciones de Windows Defender, incluida la optimización de los tiempos de escenario de apertura de documentos. Servicio de directiva de grupo (GPSVC) de instrumental de administración de Windows (WMI) actualizando la mejora del rendimiento para admitir escenarios de trabajo remotos. La versión 21H1 también trajo cambios menores al menú Inicio, haciendo que los iconos coincidan con el modo de color especificado por el usuario en lugar del esquema de color de la aplicación.

### Versión 21H2 (November 2021 Update)
La decimotercera compilación estable de Windows 10, versión 21H2, lleva el número de compilación 10.0.19044 y fue lanzada el 16 de noviembre de 2021. Esta versión no debe confundirse con la versión inicial 21H2 de Windows 11. Sin embargo, esta versión fue una actualización urgente, debido a la vulerabilidad de seguridad relacionada con las impresoras y faxes.
Además, se corrigió unos errores derivados de la versión anterior:
- Solucionado un problema que impide a los usuarios realizar un seguimiento de los fallos de DCOM.
- Se ha arreglado un problema que puede hacer que el servicio de administración remota deje de funcionar.
- Han terminado con un problema que hace que el proceso WMI deje de funcionar.
- Solucionado el error que hace que falle la migración de archivos entre rutas del Sistema de archivos distribuidos.
- Han solucionado un problema que impide escribir en un repositorio WMI y hay poca memoria.
- Arreglado un fallo que restablece el brillo del contenido de rango dinámico en monitores de alto rango dinámico.
- Hemos solucionado un problema que podía hacer que un monitor externo mostrara una pantalla negra después de la hibernación.
- Corregida la pérdida de memoria que se produce cuando se utilizan clases anidadas dentro de VBScript.
- Solucionado el fallo que impide escribir cualquier palabra en el cuadro de nombre de usuario en el proceso OOBE.
- Se ha arreglado un problema que hace que ciertas aplicaciones dejen de funcionar en dispositivos que no tienen instalado edgegdi.dll.
- Ya no existe el problema que impide que se minimice una aplicación que utiliza ventanas no temáticas.
- Solucionado un fallo que podía hacer que el equipo dejara de funcionar durante un gesto de entrada táctil.
- Corregido un problema con el cambio de tamaño de las imágenes.
- Han solucionado un problema al copiar y pegar un cuadro de texto en las aplicaciones de Office 365.
- Se ha arreglado un error que impide que los auriculares USB funcionen en los portátiles que admiten la descarga de audio USB.
- Se ha solucionado un problema en la protección contra exploits de Windows Defender que impide que algunas aplicaciones de Microsoft Office funcionen.[146]

Novedades y características añadidas:
- Incorporación de la compatibilidad con los estándares WPA3 H2E para mejorar la seguridad Wi-Fi.
- Windows Hello introduce un nuevo método para soportar despliegues simplificados sin contraseña y ser más rápido.
- Compatibilidad con la GPU en el subsistema de Windows para Linux WSL y las implementaciones de Azure IoT Edge para Linux en Windows.[147]

### Versión 22H2 (2022 Update)
La decimocuarta y última compilación estable de Windows 10, versión 22H2, lleva el número de compilación 10.0.19045 y fue lanzada el 18 de octubre del 2022. La primera vista previa se lanzó a Insiders que optaron por el canal de vista previa de lanzamiento que ocurrió el 28 de julio de 2022.

## Requisitos del sistema
Los requisitos básicos para instalar Windows 10 son un poco más elevados que los de Windows 7. Las computadoras de 64 bits deben tener un CPU que soporte ciertas instrucciones para que funcione. Los dispositivos con poca capacidad de almacenamiento deben tener una memoria USB o una tarjeta SD con suficiente memoria para guardar los archivos temporales durante las actualizaciones. Para los nuevos dispositivos, la actualización de Aniversario de Windows 10 (versión 1607) aumentó los requisitos y además requiere 2 GB de RAM en adelante (ediciones de 32 y 64 bits) para su correcto funcionamiento.
Para la versión 1903 o posterior, los requisitos de espacio en disco duro cambiaron, pasando a 32 GB para su correcto funcionamiento.
| Componente             | Mínimo | Recomendado                  | Óptimos                        |
| ---------------------- | --- | ---------------------------- | ------------------------------ |
| Procesador             | Procesador x86 o x64 de 1 GHz o más | Arquitectura de x64 de 2 GHz | Arquitectura de x64 de 3 GHz   |
| Memoria RAM            | Edición de 32 bits: 1 GB Edición de 64 bits: 2 GB Versión 1607 o posterior: Ediciones de 32 y 64 bits: 2 GB                               | Edición de 64 bits: 4 GB     | Edición de 64 bits: 8 GB o más |
| Tarjeta gráfica        | Dispositivo gráfico con DirectX 9 WDDM 1.0 o más reciente                                                                                 | WDDM 1.3 o más reciente      | WDDM 1.3 o más reciente        |
| Pantalla               | 800×600 pixeles | 1366x768 pixeles             | 1920x1080 pixeles              |
| Dispositivo de entrada | Teclado y ratón | Teclado y ratón              | Teclado y ratón                |
| Espacio de disco duro  | Versiones anterior a 1903: Edición de 32 bits: 16 GB Edición de 64 bits: 20 GB Versión 1903 o posterior: Ediciones de 32 y 64 bits: 32 GB | 64 GB                        | 128 GB o más                   |

## Recepción crítica

### Acogida
Tras solo 24 horas de su lanzamiento, Microsoft anunció que 14 millones de dispositivos ya corrían Windows 10 y 75 millones un mes después. Según Terry Myerson, había 110 millones de dispositivos usando Windows 10 al 6 de octubre de 2015. El 4 de enero de 2016, Microsoft reportó que Windows 10 era utilizado en 200 millones de dispositivos.
Según StatCounter, Windows 10 sobrepasó la cuota de mercado de Windows 8.1 en diciembre de 2015, es decir, en menos de seis meses.
En junio de 2016, Windows 10 era utilizado en 350 millones de dispositivos y la cifra llegó a los 400 millones en septiembre de 2016. Según Netmarketshare, para febrero de 2017 Windows 10 ya estaba en 1 de cada 4 PC's.
Según StatCounter, Windows 10 superó la cuota de Windows 7 en enero de 2018, convirtiéndose en la versión más utilizada de Windows. Hasta junio de ese año, estaba presente en más de 700 millones de dispositivos. Mientras que según Netmarketshare, Windows 10 se convirtió en el sistema operativo más utilizado en el mundo en diciembre de 2018, con un 39,22% de cuota de mercado frente al 36,22% de Windows 7.
Aunque Microsoft esperaba que Windows 10 alcance los 1000 millones de dispositivos activos para 2018, la cifra recién fue alcanzada en marzo de 2020.

### Crítica
Windows 10 recibió mayormente críticas positivas en comparación con sus predecesores Windows 8 y Windows 8.1, aun considerando algunos errores que han ido y siguen solucionándose con las actualizaciones. The Verge le dio una puntuación de 8.8 sobre 10 resaltando las nuevas aplicaciones y la nueva interfaz, considerando que «Windows 10 llegó para salvarnos del fracaso de Windows 8». CNET señaló que Windows 10 «es lo que Windows 8 debió ser y que combina y ofrece lo mejor de este sistema y de Windows 7». PC Magazine le dio un puntaje de 4 sobre 5 (mismo puntaje que le dio a Windows 7) afirmando que Windows 10 «combina la familiaridad de Windows 7 con los últimos avances de la tecnología». PC World también le dio una puntuación de 4 sobre 5 declarando que Windows 10 impulsa la plataforma de PC con su mezcla de funciones potentes y productivas. PC Advisor declaró en noviembre de 2016 a Windows 10 como «el mejor sistema operativo de la historia de Microsoft». Xataka declaró a Windows 10 como el sistema más completo de Microsoft, sin embargo, aseguró que está lejos de ser un sistema perfecto. Engadget le dio a Windows 10 una alta puntuación de 91 sobre 100 declarando que es el paso siguiente ideal para Microsoft y que incluye los mejores elementos de Windows 7 y Windows 8.
Las reseñas especializadas destacan la reincorporación del menú Inicio, la estética de la interfaz de usuario y la posibilidad de cambiar el tamaño de los iconos o de quitarlos, así como la incorporación de un menú similar al de Windows 7 que mantiene los requisitos técnicos de esas dos anteriores versiones, lo que garantiza la fluidez en el funcionamiento. Además, resaltan las nuevas aplicaciones como el asistente virtual Cortana para preguntarle sobre el clima y pedirle que realice una búsqueda en internet, abrir una aplicación, tomar notas e incluso contar chistes.
Por otro lado, en septiembre de 2015 algunos usuarios de Windows 7 y Windows 8.1 que no habían reservado una copia vieron como la actualización a Windows 10 empezaba a descargarse sin permiso provocando en algunos de ellos la pérdida de la tarifa de datos de Internet e incluso multas del ISP y una pérdida absurda de espacio en el disco duro. En octubre de 2015 algunos usuarios de Windows 7 y 8.1 vieron como la opción de actualización a Windows 10 venía marcada por defecto, la instalación fue forzada en algunos usuarios y no se podía cancelar. Más tarde Microsoft reconoció que era un error, pero no dio solución a los que se actualizaron.
Las críticas sobre Microsoft Edge son que aún no está maduro y le faltan ciertas opciones de personalización, pero posee mayor rapidez que Google Chrome, permite hacer anotaciones sobre las páginas web para almacenarlas y compartirlas e incluye un modo de lectura. No obstante, también se incluye Internet Explorer.
Asimismo se resalta la posibilidad para que los desarrolladores diseñen aplicaciones universales para computadoras, tabletas y móviles; la integración con la consola de videojuegos Xbox; nuevas funciones de control de seguridad y privacidad; mejoras de diseño y multitarea, que permiten el uso de varios escritorios, entre otros detalles. Las críticas advierten que todavía no hay dispositivos para aprovechar la función de activar el escritorio de manera remota y la escasez de aplicaciones, especialmente para dispositivos con pantallas táctiles, heredada de Windows 8.
Ajustar el brillo de la pantalla usando el teclado es una función estándar en la mayoría de las computadoras portátiles con Windows 10.

### Privacidad
Por defecto, el sistema sincroniza datos con los servidores de Microsoft sin previa consulta al usuario. Aunque se puede desactivar el envío de información para proteger la privacidad, no se puede deshabilitar totalmente y la comunicación con dichos servidores persiste.
Los datos recopilados por Windows 10 dependen de los servicios utilizados y, según Microsoft, permiten que se ofrezca la mejor experiencia al usuario, con este fin puede recopilar: nombre, apellido, correo electrónico, dirección postal, número de teléfono, información de autenticación como contraseñas, edad, sexo, país en el que utiliza el dispositivo, idioma de su preferencia, datos de pago y de uso, contactos a gestionar por Windows 10 o software incluido en este, localización a través de GPS, los archivos y sus contenidos por ejemplo al almacenar datos en OneDrive.
Debido al envío de información privada a Microsoft, algunos buscadores de redes P2P bloquean a Windows 10 para evitar bloqueos en estos buscadores por uso que Microsoft pueda hacer con la información de las búsquedas que haga el usuario.
Windows 10 incumple la ley de protección de datos de Países Bajos y posiblemente de otros países de Europa.

### Rendimiento
Windows 10 puede disminuir el ancho de banda de red disponible, al enviar en su configuración por defecto actualizaciones a otros dispositivos sin el consentimiento del usuario aunque es posible desactivar esta opción si se desea.
En ordenadores con procesadores gráficos poco potentes desactivar los efectos visuales del escritorio puede ayudar a mejorar el rendimiento del sistema operativo.

### Actualización sin autorización
Microsoft actualizó desde Windows 7 y Windows 8.1 hacia Windows 10 algunos ordenadores sin el consentimiento del usuario, esto fue altamente criticado debido a la presencia de fallas, pérdida de información o simplemente porque el consumidor se sentía cómodo con su versión actual del sistema operativo y no deseaba recibir la actualización.

### Opciones predeterminadas
Windows 10 cambia las preferencias del usuario establecidas antes de la actualización, como el cambio del navegador web predeterminado a Microsoft Edge.[cita requerida]

### Eliminación de software sin autorización
En las últimas actualizaciones, Windows 10 elimina software automáticamente sin informar al usuario, pero la mayoría de estos, no son activados correctamente.